# Уроки виживання
Уроки виживання — пригодницький фільм 1995 року.

## Сюжет
Дванадцятирічний Анґас Мак-Кормик знаходить безпритульного собаку й бере його собі, давши кличку Жовтий. А за кілька днів хлопчик разом з новим другом та батьком вирушає на катері у морську подорож. Але починається шторм, і величезна хвиля перевертає катер.